# Lettret
Lettret település Franciaországban, Hautes-Alpes megyében. Lakosainak száma 199 fő (2022. január 1.). Lettret Venterol, Châteauvieux, Gap, Jarjayes és Tallard községekkel határos.

## Népesség
A település népességének változása:
| Lakosok száma | 61   | 81   | 92   | 153  | 172  | 171  | 182  | 191  | 201  | 199  |
|               | 1968 | 1982 | 1990 | 2006 | 2013 | 2015 | 2017 | 2019 | 2020 | 2022 |